# Svéd női kézilabda-bajnokság (első osztály)
A Svensk handbollselit a legmagasabb osztályú svéd női kézilabda-bajnokság. A bajnokságot 1951 óta rendezik meg. Jelenleg tizenkét csapat játszik a bajnokságban, a legeredményesebb klub az IK Sävehof Göteborg, a címvédő a Skara HF.

## Kispályás bajnokságok
| Év   | 1. hely                                           | 2. hely                                           | 3. hely                                           |
| ---- | ------------------------------------------------- | ------------------------------------------------- | ------------------------------------------------- |
| 1951 | Kv IK Sport Göteborg                              | IFK Lidingö                                       |                                                   |
| 1952 | Kv IK Sport Göteborg                              | Älvsjö AIK                                        |                                                   |
| 1953 | Kv IK Sport Göteborg                              | IF Thor Uppsala                                   |                                                   |
| 1954 | Kv IK Sport Göteborg                              | Älvsjö AIK                                        |                                                   |
| 1955 | Kv IK Sport Göteborg                              | Kv SK Artemis Stockholm                           |                                                   |
| 1956 | IF Guif Eskilstuna                                | Kalmar AIK                                        |                                                   |
| 1957 | Kv IK Sport Göteborg                              | Älvsjö AIK                                        |                                                   |
| 1958 | Kv IK Sport Göteborg                              | Kalmar AIK                                        |                                                   |
| 1959 | Kv IK Sport Göteborg                              | Kv SK Artemis Stockholm                           |                                                   |
| 1960 | Kv IK Sport Göteborg                              | Kv SK Artemis Stockholm                           |                                                   |
| 1961 | Kv IK Sport Göteborg                              | Kv SK Artemis Stockholm                           |                                                   |
| 1962 | IK Ymer Borås                                     | Kv SK Artemis Stockholm                           |                                                   |
| 1963 | IK Bolton Stockholm                               | Vikingarnas IF Helsingborg                        |                                                   |
| 1964 | Kv IK Sport Göteborg                              | IK Bolton Stockholm                               |                                                   |
| 1965 | IK Bolton Stockholm                               | Vikingarnas IF Helsingborg                        |                                                   |
| 1966 | IK Bolton Stockholm                               | Kv IK Sport Göteborg                              |                                                   |
| 1967 | IK Bolton Stockholm                               | HK Linne Lidköping                                |                                                   |
| 1968 | IK Bolton Stockholm                               | HK Linne Lidköping                                | Vikingarnas IF Helsingborg                        |
| 1969 | Kv IK Sport Göteborg                              | IK Bolton Stockholm                               | Eslövs IK és Gimonäs CK                           |
| 1970 | Borlänge HK                                       | HK Linne Lidköping                                | Gimonäs CK és Rödeby AIF                          |
| 1971 | Kv IK Sport Göteborg                              | Borlänge HK                                       | IFK Karlskrona és Lillpite IF                     |
| 1972 | Kv IK Sport Göteborg                              | Gimonäs CK                                        |                                                   |
| 1973 | Borlänge HK                                       | Malmbergets AIF                                   |                                                   |
| 1974 | Stockholmspolisens IF                             | IK Bolton Stockholm                               | Kv IK Sport Göteborg                              |
| 1975 | Stockholmspolisens IF                             | Borlänge HK                                       | Kv IK Sport Göteborg                              |
| 1976 | Stockholmspolisens IF                             | Borlänge HK                                       | Mölndals HF                                       |
| 1977 | Stockholmspolisens IF                             | Irsta HF Västerås                                 | Kv IK Sport Göteborg                              |
| 1978 | Borlänge HK                                       | Irsta HF Västerås                                 | IF Skade Gävle                                    |
| 1979 | Stockholmspolisens IF                             |                                                   |                                                   |
| 1980 | Stockholmspolisens IF                             |                                                   |                                                   |
| 1981 | Stockholmspolisens IF                             | IF Skade Gävle                                    | Irsta HF Västerås                                 |
| 1982 | Stockholmspolisens IF                             |                                                   |                                                   |
| 1983 | Stockholmspolisens IF                             | Irsta HF Västerås                                 | HK Silwing/Troja Stockholm                        |
| 1984 | Stockholmspolisens IF                             |                                                   |                                                   |
| 1985 | Stockholmspolisens IF                             |                                                   |                                                   |
| 1986 | Irsta HF Västerås                                 | Tyresö HF                                         | Stockholmspolisens IF                             |
| 1987 | Tyresö HF                                         |                                                   |                                                   |
| 1988 | Tyresö HF                                         | Skuru IK Nacka                                    | IK Heim Göteborg                                  |
| 1989 | Tyresö HF                                         | Stockholmspolisens IF                             | Skuru IK Nacka                                    |
| 1990 | Stockholmspolisens IF                             | Sävsjö HK                                         | Skuru IK Nacka                                    |
| 1991 | Irsta HF Västerås                                 | Sävsjö HK                                         | Skånela IF Märsta                                 |
| 1992 | Skånela IF Märsta                                 | Sävsjö HK                                         | Irsta HF Västerås                                 |
| 1993 | IK Sävehof Göteborg                               | Irsta HF Västerås                                 | Sävsjö HK                                         |
| 1994 | Sävsjö HK                                         | Skånela IF Märsta                                 | Irsta HF Västerås                                 |
| 1995 | Sävsjö HK                                         | IK Sävehof Göteborg                               | Irsta HF Västerås                                 |
| 1996 | Sävsjö HK                                         | IK Sävehof Göteborg                               | Spårvägens HF                                     |
| 1997 | Sävsjö HK                                         | Irsta HF Västerås                                 | HP Warta Göteborg                                 |
| 1998 | Sävsjö HK                                         | IK Sävehof Göteborg                               | Stockholmspolisens IF                             |
| 1999 | Sävsjö HK                                         | IK Sävehof Göteborg                               | Irsta HF Västerås                                 |
| 2000 | IK Sävehof Göteborg                               | Stockholmspolisens IF                             | Skuru IK Nacka                                    |
| 2001 | Skuru IK Nacka                                    | IK Sävehof Göteborg                               | Team Skåne EIK                                    |
| 2002 | Team Skåne EIK                                    | IK Sävehof Göteborg                               | Skövde HF                                         |
| 2003 | Team Eslövs IK                                    | Skuru IK Nacka                                    | Skövde HF                                         |
| 2004 | Skuru IK Nacka                                    | Team Eslövs IK                                    | IK Sävehof Göteborg                               |
| 2005 | Skuru IK Nacka                                    | Skövde HF                                         | IK Sävehof Göteborg                               |
| 2006 | IK Sävehof Göteborg                               | Skövde HF                                         | Spårvägens HF                                     |
| 2007 | IK Sävehof Göteborg                               | Skövde HF                                         | Irsta HF Västerås                                 |
| 2008 | Skövde HF                                         | IK Sävehof Göteborg                               | Team Eslövs IK                                    |
| 2009 | IK Sävehof Göteborg                               | Skövde HF                                         | IVH Västerås                                      |
| 2010 | IK Sävehof Göteborg                               | Skövde HF                                         | Lugi HF Lund                                      |
| 2011 | IK Sävehof Göteborg                               | Team Eslövs IK                                    | Lugi HF Lund                                      |
| 2012 | IK Sävehof Göteborg                               | Lugi HF Lund                                      | Skuru IK Nacka                                    |
| 2013 | IK Sävehof Göteborg                               | Lugi HF Lund                                      | Skuru IK Nacka                                    |
| 2014 | IK Sävehof Göteborg                               | Skuru IK Nacka                                    | Lugi HF Lund                                      |
| 2015 | IK Sävehof Göteborg                               | Skuru IK Nacka                                    | Skövde HF                                         |
| 2016 | IK Sävehof Göteborg                               | Skuru IK Nacka                                    | Lugi HF Lund                                      |
| 2017 | H65 Höör                                          | IK Sävehof Göteborg                               | Lugi HF Lund                                      |
| 2018 | IK Sävehof Göteborg                               | H65 Höör                                          | Skuru IK Nacka                                    |
| 2019 | IK Sävehof Göteborg                               | Skuru IK Nacka                                    | H65 Höör                                          |
| 2020 | A koronavírus-járvány miatt nem avattak bajnokot. | A koronavírus-járvány miatt nem avattak bajnokot. | A koronavírus-járvány miatt nem avattak bajnokot. |
| 2021 | Skuru IK Nacka                                    | H65 Höör                                          | IK Sävehof Göteborg                               |
| 2022 | IK Sävehof Göteborg                               | Skuru IK Nacka                                    | H65 Höör                                          |
| 2023 | IK Sävehof Göteborg                               | H65 Höör                                          | Önnereds HK                                       |
| 2024 | IK Sävehof Göteborg                               | Önnereds HK                                       | Skuru IK Nacka                                    |
| 2025 | Skara HF                                          | IK Sävehof Göteborg                               | H65 Höör                                          |

## Lásd még
- Svéd férfi kézilabda-bajnokság (első osztály)